# Reinhold Schillinger
Reinhold Schillinger (* 25. Januar 1949 in Emmendingen) ist ein deutscher Theaterregisseur und Dramaturg.

## Leben
Er studierte Psychologie und Philosophie an der Universität Mannheim, bevor er 1977 seine Theaterlaufbahn als Regieassistent, später auch Dramaturgieassistent, unter Schauspieldirektor Jürgen Bosse am Nationaltheater Mannheim begann. 1978 war er an der Seite von Intendant Wolfgang Petersen und Chefdramaturg Peter Ritz mitverantwortlich für die Planung und Durchführung der 1. Schillertage. 1981 wechselte er, zunächst als Regieassistent, dann als Spielleiter, an das Pfalztheater Kaiserslautern unter der Intendanz von Wolfgang Blum. 
Von 1984 bis 1986 war Schillinger freier Regisseur, von 1986 bis 1996 Dramaturg und Spielleiter am Theater für Vorarlberg in Bregenz unter der Direktion von Bruno Felix. Seither ist er wieder als freier Regisseur u. a. in Schwäbisch Hall, Annaberg und Bregenz tätig. Eine enge Freundschaft verbindet ihn mit den „Rampenlichtern“ aus Lauterach, bei denen er über viele Jahre Regie führte.
| Personendaten    | Personendaten                            |
| ---------------- | ---------------------------------------- |
| NAME             | Schillinger, Reinhold                    |
| KURZBESCHREIBUNG | deutscher Theaterregisseur und Dramaturg |
| GEBURTSDATUM     | 25. Januar 1949                          |
| GEBURTSORT       | Emmendingen                              |